# Tibú
Tibú ist eine Gemeinde (municipio) im Departamento Norte de Santander in Kolumbien. Tibú ist der Sitz des Bistums Tibú.

## Geografie
Tibú liegt im Nordosten von Norte de Santander 125 km von Cúcuta entfernt auf einer Höhe von 75 m ü. NN in der Region Catatumbo und hat eine Durchschnittstemperatur von 27 °C. Der Hauptort liegt etwa 15 Minuten von der venezolanischen Grenze entfernt. Der Grenzort heißt Tres Bocas. Die Gemeinde grenzt im Norden und Osten an den Bundesstaat Zulia in Venezuela, im Süden an Cúcuta, El Zulia und Sardinata und im Westen an Hacarí, San Calixto, El Tarra und Teorama.

## Bevölkerung
Die Gemeinde Tibú hat 37.286 Einwohner, von denen 14.325 im städtischen Teil (cabecera municipal) der Gemeinde leben (Stand: 2019).

## Geschichte
Die Catatumbo-Region wurde erst relativ spät von Nicht-Indigenen besiedelt, da der Urwald, die Gewitter und der Widerstand der Motilones-Indigenen mögliche Siedler abschreckten. Tibú erhielt erst 1977 den Status einer Gemeinde.

## Wirtschaft
Die wichtigsten Wirtschaftszweige von Tibú sind Landwirtschaft, insbesondere Kakao, Maniok, Reis und Bananen, Tierhaltung und Erdölförderung durch Ecopetrol. Mit fast 20 Hektaren Anbau von Cocasträuchern ist Tibú die größte Gemeinde in Kolumbien. Hauptsächlich Venezolaner arbeiten hier als raspachines, wie die Abreißer von Kokablättern genannt werden.

## Infrastruktur
Tibú verfügt über einen Flugplatz, der aber hauptsächlich von Ecopetrol genutzt wird.